# كولن ريا
كولن ريا (بالإنجليزية: Colin Rea)‏ هو لاعب كرة قاعدة أمريكي، ولد في 1 يوليو 1990 في كاسكاد في الولايات المتحدة.

## وصلات خارجية
- كولن ريا على موقع دوري كرة القاعدة الرئيسي (الإنجليزية)
- كولن ريا على موقع الدوري الياباني لكرة القاعدة (الإنجليزية)
- كولن ريا على موقعبيزبول رفرنس.كوم (الدوري الرئيسي) (الإنجليزية)
- كولن ريا على موقعبيزبول رفرنس.كوم (الدوري الثانوي) (الإنجليزية)
- كولن ريا على موقع إي إس بي إن.كوم (أم.أل.بي) (الإنجليزية)
- كولن ريا على موقع مشجعي الرسوم البيانية (الإنجليزية)